# プリーチャー
『プリーチャー』(原題：PREACHER) は、DCコミックスの『Preacher』を原作としたアメリカ合衆国のテレビドラマシリーズである。2016年から2019年にAMCで放送された。

## 沿革
2013年11月16日、AMCはDCコミックスのインプリントであるVertigoで連載されていた『プリーチャー』を原作としたTVシリーズを企画中と発表した。
2014年2月7日、サム・キャトリンが製作総指揮を務め、セス・ローゲンとエヴァン・ゴールドバーグが製作総指揮兼パイロット・エピソードの脚本を手掛けることが発表された。
2015年9月9日、セス・ローゲンがTwitterに「Preacher is coming to AMC!（和訳：PreacherがAMCへやってくるぞ!）」と投稿し、2016年にシーズン1、10エピソードが放送予定であると発表された。
2016年3月14日、初回放送は5月22日であると発表された。
2019年には最終シーズン4が放送されている。

### 日本での展開
日本では、2016年5月30日にAmazonプライム・ビデオにてシーズン1が独占配信された。その後シーズン2と3も配信され、2019年にはシーズン4も配信されている。
2016年10月7日よりシーズン1のDVDのレンタルが開始され、ブルーレイコンプリートBOX、DVD コンプリートBOXは10月12日に発売された。
2019年にはシーズン1がAXNで放送されている。

## キャスティング
2015年3月、ルース・ネッガが主人公ジェシー・カスターの元カノであるチューリップ・オヘア役を演じることが発表された。また、ジェシー・カスターの友人であるアイルランド系ヴァンパイアのキャシディ役にはジョセフ・ギルガンが抜擢された。
同年4月にドミニク・クーパーが主人公ジェシー・カスター役を演じると発表された。

## ストーリー
廃れた教会の牧師（プリーチャー）を務めるジェシー・カスターは、過去の罪に苛まれ、信仰心を失いかけていた。
そんな中突如、ジェシーはとてつもないパワーを秘めた“何か”に憑依され、”神”同等の特殊能力を手に入れる。

## 登場人物
ジェシー・カスター
演：ドミニク・クーパー　日本語吹替：綱島郷太郎
小さな町の牧師。突如スーパーパワーを身につける。

キャシディ(Cassidy)
演：ジョセフ・ギルガン　日本語吹替：佐藤せつじ
ジェシーの親友であるアイルランド系ヴァンパイア。

チューリップ・オヘア(Tulip O'Hare)
演：ルース・ネッガ　日本語吹替：花藤蓮
ジェシーの元カノ。銃の扱いに長けており、戦闘能力も高い。

ヒューゴ・ルート(Hugo Root)
演：W・アール・ブラウン　日本語吹替：西村太佑
町の保安官。

ユージーン・ルート(Eugene Root)
演：イアン・コレッティ　日本語吹替：練馬大輔
ヒューゴの息子。ショットガンで自殺を試み失敗し、その後遺症で口がお尻の穴の様に変形している。

ドブラン(DeBlanc)
演：アナトール・ユセフ　日本語吹替：峰健一
半天使、半悪魔の「ジェネシス」という存在を捕えにやってきた天使。

フィオーレ(Fiore)
演：トム・ブルック　日本語吹替：烏丸祐一
ドブランの相棒の天使。

オーディン・クインキャノン(Odin Quincannon)
演：ジャッキー・アール・ヘイリー　日本語吹替：やまむらいさと
クインキャノン精肉・電力会社の会長。田舎町アンヴィルを裏で支配している。

## エピソード
| シーズン | シーズン | 話数 | 話数 | 放送期間      | 放送期間      |
| シーズン | シーズン | 話数 | 話数 | 初回放送      | 最終回放送    |
| -------- | -------- | ---- | ---- | ------------- | ------------- |
|          | 1        | 10   | 10   | 2016年5月22日 | 2016年7月31日 |
|          | 2        | 13   | 13   | 2017年6月25日 | 2017年9月11日 |
|          | 3        | 10   | 10   | 2018年6月24日 | 2018年8月26日 |
|          | 4        | 10   | 10   | 2019年8月4日  | 2019年9月29日 |